# وین بریج
وین مایکل بریج (به انگلیسی: Wayne Bridge) بازیکن فوتبال اهل انگلستان و متولد ۵ اوت ۱۹۸۰ است.
او تاکنون در تیمهای ساوت‌همپتون، چلسی، فولهام، منچسترسیتی، وست هام یونایتد، ساندرلند بازی کرده است
او همچنین ۳۶ بازی ملی برای تیم ملی فوتبال انگلیس انجام داده است.